# The Fresh Kid
The Fresh Kid è un cortometraggio muto del 1922 diretto da Norman Taurog.

## Produzione
Il film fu prodotto dalla Century Film.

## Distribuzione
Distribuito dall'Universal Film Manufacturing Company, il film - un cortometraggio in due bobine - uscì nelle sale cinematografiche USA l'11 ottobre 1922.